# Konstantin Ivliejev
Konstantin Aleksejevitsj Ivliejev (Russisch: Константин Алексеевич Ивлиев) (Moskou, 7 augustus 2000) is een Russisch shorttracker.

## Biografie
Ivliejev begon op zijn vijfde met shorttracken en komt uit een shorttrackfamilie. Zijn vader Aleksej Ivliejev is zijn coach. Konstantins moeder Elizaveta Ivliejeva is een voormalig shorttrackster en won goud met de Russische aflossingsploeg op het EK 2004 en het EK 2005.
Ivliejev won op de wereldkampioenschappen voor junioren drie medailles met de aflossingsploeg. Ivliejev maakte zijn debuut op de Europese kampioenschappen shorttrack in 2021 in Gdańsk. Hij won direct een gouden medaille op de 500 meter. Op het onderdeel aflossing werd brons gepakt met de Russische aflossingsploeg, buiten Ivliejev verder bestaande uit Semjon Jelistratov, Daniil Ejbog en Pavel Sitnikov.
Tijdens de Olympische Winterspelen 2022 in Peking vertegenwoordigde Ivliejev de Russische ploeg en won hij zilver op de 500 meter, de enige individuele afstand die hij reed. Met de mannenaflossingsploeg (Ivliejev, Jelistratov, Sitnikov, Denis Ajrapetjan) haalde hij de finale, waarin de ze vierde werden. Met de gemengde aflossingsploeg was de halve finale na een penalty het eindstation.